# Comtat de la Conquesta de les illes Batanes

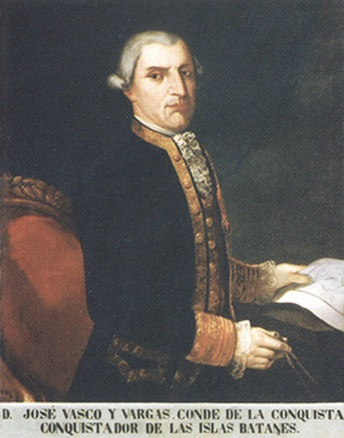
José Basco y Vargas

El comtat de la Conquesta de les illes Batanes és un títol nobiliari de la Corona de Castella concedit el 21 de gener de 1789 pel rei Carles IV d'Espanya a José Basco y Vargas, brigadier de la Real Armada, per haver conquistat per a la Corona Espanyola l'arxipèlag de les illes Batanes, situat al nord de les Illes Filipines, prop de l'illa de Formosa.
El seu escut d'armes és el següent: «en camp de gules, un castell de pedra sobre onades d'aigua d'atzur i plata. Bordura d'atzur amb sis flors de lis, d'or.» El seu lema és Amore Dultius exitus.

## Titulars
El 14 d'abril de 1956 s'expedí carta de successió a favor de Lorenzo Borrego y Dessy.
Des del 12 de desembre de 2002, el seu titular és Lorenzo Gabriel Borrego y Sánchez de la Cuesta, residente de Villanueva del Ariscal, província de Sevilla.